# Astragalus polyacanthus
Astragalus polyacanthus är en ärtväxtart som beskrevs av George Bentham. Astragalus polyacanthus ingår i släktet vedlar, och familjen ärtväxter. Inga underarter finns listade i Catalogue of Life.